# Nikky Thorne
Nikky Thorne (Budapest, 17 de noviembre de 1986) es una actriz pornográfica y modelo erótica húngara.

## Biografía
Nikky Thorne nació en Budapest en noviembre de 1986. No se tiene mucha información sobre su vida antes del año 2005, en que ingresa en la industria pornográfica y debuta, a los 19 años de edad, como actriz pornográfica.
Como actriz ha trabajado para diversos estudios europeos y estadounidenses, como Evil Angel, Diabolic, Daring Media, Sindrive, Mile High, Wicked, 21Sextury, Digital Sin, Private, Kink.com, Lethal Hardcore, New Sensations o Jules Jordan Video, entre otros.
Ha rodado más de 610 películas como actriz.
Alguno de sus trabajos destacados son All Internal 14, Close Up, Explicit Milf, Fantasstic DP 15, Happy Ending Handjobs, In the Ass, I Love Big Toys 24, Naked Dreams 2, Teens Take It Big 2 o XXX At Work 5.